# 브라이언 배스
브라이언 마이클 배스(영어: Brian Michael Bass, 1982년 1월 6일 ~ )는 미국의 야구 선수이자, 전 미국 프로 야구 휴스턴 애스트로스의 투수이다.

## 미국 프로 야구
로버트이고등학교를 졸업한 후 2000년 6월, 캔자스시티 로열스에 드래프트 6차 162순위로 입단한다.

## 한국 프로 야구
2012년 1월 18일 카림 가르시아의 대체 외국인 선수로 한화 이글스에 입단했다. 입단 조건은 연봉 25만 달러와 계약금 5만 달러이다. 그러나 시범경기부터 좋은 모습이 보이지 않더니, 4월 15일 SK 와이번스전 선발 등판에서 1과 1/3이닝만에 8실점으로 평균자책 54점을 기록했고 4월 18일 구원 등판 때 1/3이닝만에 1실점하면서 평균 자책점이 48.60을 기록하였는데, 역대 KBO 리그 외국인 투수 중 가장 높은 평균 자책점이다.(최악 평균자책점 용병 투수 2위는 2001년 삼성 라이온즈 투수 살로몬 토레스의 21.60이며, 이후 삼성에서 추방하고 영입한 대체 선수가 발비노 갈베스(평균자책점 2.47,10승 4패,85삼진 117이닝(우타자)이다.) 결국 그 해 4월 19일 2군행을 통보받은 후, 5월 20일 추방되었다. 미국으로 건너가 휴스턴 애스트로스와 마이너 계약을 맺었다.